# وزارة التعليم (السعودية)
وزارة التعليم هي وزارة سعودية مسؤولة عن التعليم العام والتعليم العالي، تأسست عام 1373هـ تحت مسمى وزارة المعارف، ثم وزارة التربية والتعليم في عام 1423هـ، ثم دمجت وزارة التعليم العالي مع وزارة التربية والتعليم لتصبح وزارة التعليم وذلك في عام 1436هـ. يتولى وزارتها يوسف البنيان.
وكانت وزارة التعليم العالي قبل دمجها هي المسؤولة عن سياسة التعليم العالي والمشرفة على الجامعات السعودية في المملكة العربية السعودية حتى تاريخ 29 يناير 2015. تأسست الوزارة سنة 1395هـ، رغم وجودها من قبل كمؤسسة حكومية تهتم بالتعليم العالي وكان آخر وزير لها قبل دمجها الدكتور خالد عبدالله السبتي.

شعار وزارة التعليم 1434هـ - 1438هـ

## تاريخ الوزارة

منهج دراسي متعلق باللغة العربية، طبعت في عهد العاهل السعودي فهد بن عبدالعزيز سنة 1992م.

كان ظهور أول نظام للتعليم في المملكة العربية السعودية إنشاء مديرية المعارف عام 1343 هـ وكانت بمثابة إرساء حجر الأساس لنظام التعليم للبنين.
وفي عام 1346 هـ صدر قرار تشكيل أول مجلس للمعارف والهدف منه وضع نظام تعليمي يشرف على التعليم في منطقة الحجاز وكان أول نظام للمدارس عام 1347هـ وتمت المصادقة عليه بالقرار رقم 146 وتاريخ 13رجب 1347 ومع قيام المملكة العربية السعودية اتسعت صلاحيات مديرية المعارف ولم تعد وظيفتها قاصرة على الإشراف على التعليم في الحجاز بل شملت الإشراف على جميع شؤون التعليم في المملكة كلها، وكانت تضم (323) مدرسه حيث بدأت بأربع مدارس.
في عام 1373 هـ تم إنشاء وزارة المعارف في عهد الملك سعود بن عبد العزيز آل سعود، وكانت امتداداً وتطويراً لمديرية المعارف، وقد أسند إليها التخطيط والإشراف على التعليم العام للبنين في مراحله الثلاث (الابتدائي - المتوسط - الثانوي)، وكان الملك فهد هو أول وزير لها، وفي عام 1380 هـ تم إنشاء الرئاسة العامة لتعليم البنات في عهد الملك فيصل بن عبد العزيز آل سعود.
مع تطور التعليم صدر المرسوم الملكي بضم الرئاسة العامة لتعليم البنات إلى وزارة المعارف عام 1423 هـ وتم تعيين الدكتور خضر القرشي نائبا لوزير المعارف لتعليم البنات.
في عام 1424 هـ تم تحويل مسمى وزارة المعارف إلى وزارة التربية والتعليم.
في 9 ربيع ثاني 1436هـ الموافق 29 يناير 2015، صدر أمر ملكي بدمجها مع وزارة التعليم العالي في وزارة واحدة باسم وزارة التعليم، وتعيين الدكتور عزام الدخيل وزيراً لها، وكان الأمير خالد الفيصل هو أخر وزير لوزارة التربية والتعليم قبل دمجها.

## وزارة التعليم العالي
كانت وزارة التعليم العالي قبل دمجها هي المسؤولة عن سياسة التعليم العالي في المملكة العربية السعودية حتى تاريخ 29 يناير 2015 وكانت الجهة المشرفة على الجامعات السعودية تأسست الوزارة سنة 1395هـ رغم وجودها من قبل كمؤسسة حكومية تهتم بالتعليم العالي وكان آخر وزير لها قبل دمجها الدكتور خالد عبد الله السبتي[2] ونائب الوزير الدكتور أحمد بن محمد السيف.

### بدايات التعليم العالي في المملكة
تعود البداية للتعليم العالي بالمملكة إلى عام 1369هـ عندما تأسست بمكة المكرمة كلية الشريعة، وكانت نواة التعليم العالي، وتتبع مديرية المعارف لعمومية، وكلية المعلمين بمكة عام 1372هـ، والتي تحولت إلى كلية للتربية عام 1382هـ، وكانت هي وكلية الشريعة تتبعان جامعة الملك عبد العزيز بجدة، إلى عام 1401هـ عندما تأسست بمكة المكرمة جامعة أم القرى فألحقتا بها.
كانت بإرسال عدد من خريجي مدرسة تحضير البعثات(1355هـ) والمعاهد الثانوية إلى الجامعات للدراسة، وتأسيس كلية الشريعة بمكة عام (1396هـ) وكلية المعلمين بمكة عام (1372هـ)، وكلية الشريعة بالرياض عام (1373هـ) وكلية اللغة العربية بالرياض عام (1374هـ) وكلية الملك عبد العزيز الحربية(1375هـ) وكانت بداية ظهور الجامعات.
وكانت أول الجامعات ظهوراً بمسمى جامعة، جامعة الملك سعود بالرياض عام (1377هـ)، ثم توالت الجامعات بالظهور، وكان ظهور وزارة التعليم العالي عام (1395)هـ.

## الأهداف الاستراتيجية
- تحقيق أهداف النظام التعليمي، وتحقيق أكبر اقتصاد في المدخلات.
- تلبية متطلبات سوق العمل وموائمة ذلك مع مخرجات نواتج التعليم والتدريب.
- تطوير مهارات وقيم الطلبة.
- رفع مشاركة القطاع الأهلي والخاص في التعليم.
- تطوير المناهج، ومواكبة تطور العلوم الحديثة.
- تحسين بيئة العمل لتحفيز الإبداع والمهارات.
- استقطاب الكوادر البشرية والعمل على إعدادهم وتدريبهم لرفع جودة التعليم والتدريب.
- تقديم تعليم جيد ومنصف لجميع افراد المجتمع مهما كانت احتياجاتهم ومتطلباتهم التعليمية.[8]

## المبادرات والمشاريع
- منصة التعليم الوطنية: هي منصة تقدم خدمات متنوعة للطلاب والمعلمين والإداريين والأهالي، كما تعمل على ربط الخدمات المدرسة مع الوزارة، إضافة لانشاء قنوات تواصل تربط بين الأهالي والمدرسة.
- تطوير قدرات الطاقم التعليمي: العمل على تطوير قدرات المعلمين، وتطوير مهاراتهم في القيادة والتدريس.
- المكتبة الرقمية السعودية: هي أكبر تجمع أكاديمي لمصادر المعلومات في العالم العربي، تضم أكثر من 310 آلاف مرجع علمي، تغطي كافة التخصصات العلمية.
- المباني والمرافق التعليمية: تهيئة المباني والمرافق الدراسية، والاهتمام بصيانتها والعمل على توسعتها.
- البحث العلمي والمعرفة: عملت الوزارة على مجموعة من المبادرات المتعلقة بالبحث العلمي منها: مركز التميز ومراكز الأبحاث الواعدة، ومدونة التخطيط المميّز، والأولمبياد الوطني للروبوت، والأولمبيادات العلمية، وبرنامج نشر، ومركز تطوير الأعمال البحثية.
- التعليم الأهلي: دعم التعليم الأهلي على مستوى التعليم العام والعالي، وذلك لإسهامه في تحقيق أهداف التنمية.
- المدارس الذكية: هي مباني مدرسية ذكية ومتصلة مع الخدمات المساندة، وترتبط جميع خدماتها الذكية بمنصة التعليم لمراقبة اتجاهات البيانات.
- الابتعاث: من البرامج التي تعتمدها الوزارة لتأهيل الكوادر الوطنية، وذلك عبر ارسالهم إلى جامعهات عالمية حول العالم.[3]
- المنصة الوطنية للقبول الموحد (قبول): منصة تتيح التقديم على 28 جهة تعليمية حكومية، تشمل 26 جامعة سعودية، والمؤسسة العامة للتدريب التقني والمهني، وبرنامج خادم الحرمين الشريفين للابتعاث الخارجي "مسار إمداد" لمرحلة البكالوريوس.[9]

## وزراء التربية والتعليم منذ تأسيسها
| م | اسم الوزير                        | سنة التعيين | سنة الإعفاء |
| - | --------------------------------- | ----------- | ----------- |
| 1 | فهد بن عبد العزيز آل سعود         | 1373هـ      | 1382هـ      |
| 2 | عبد العزيز بن محمد آل الشيخ       | 1382هـ      | 1390هـ      |
| 3 | حسن بن عبد الله آل الشيخ          | 1390هـ      | 1395هـ      |
| 4 | عبد العزيز بن عبد الله الخويطر    | 1395هـ      | 1416هـ      |
| 5 | محمد بن أحمد الرشيد               | 1416هـ      | 1425هـ      |
| 6 | عبد الله بن صالح العبيد           | 1425هـ      | 1430هـ      |
| 7 | فيصل بن عبد الله بن محمد آل سعود  | 1430هـ      | 1435هـ      |
| 8 | خالد الفيصل بن عبد العزيز آل سعود | 1435هـ      | 1436هـ      |

## وزراء وزارة التعليم العالي منذ تأسيسها
| الوزير                          | سنة التعيين | سنة الإعفاء |
| ------------------------------- | ----------- | ----------- |
| حسن بن عبد الله بن حسن آل الشيخ | 1395هـ      | 1408هـ      |
| عبد العزيز بن عبد الله الخويطر  | 1408هـ      | 1412هـ      |
| خالد بن محمد العنقري            | 1412هـ      | 1436هـ      |
| خالد عبدالله السبتي             | 1436هـ      | 1436هـ      |

## وزارة التعليم
صدر أمر ملكي بدمج وزارة التربية والتعليم مع وزارة التعليم العالي في وزارة واحدة باسم وزارة التعليم، وتعيين الدكتور عزام الدخيل وزيرا لها كأول وزير لهذه الوزارة الجديدة، التي وكل لها مسؤولية التعليم بكل أنواعه في السعودية

### وزراء وزارة التعليم منذ تأسيسها
| الوزير                   | تاريخ التعيين        | تاريخ الاعفاء         |
| ------------------------ | -------------------- | --------------------- |
| عزام الدخيل              | 1436هـ               | 1 ربيع الأول 1437 هـ  |
| أحمد بن محمد العيسى      | 1 ربيع الأول 1437 هـ | 21 ربيع الثاني 1440هـ |
| حمد بن محمد آل الشيخ     | 21 ربيع الآخر 1440هـ | 1 ربيع الأول 1444هـ   |
| يوسف بن عبد الله البنيان | 1 ربيع الأول 1444هـ  | إلى الآن              |

## قائمة الجامعات السعودية
يوجد في المملكة العربية السعودية 33 جامعة، منها 24 جامعة حكومية و9 جامعات خاصة، وهي:
| م  | الجامعة                                      | موقعها          | التأسيس | مديرها الحالي                            | نوع الجامعة | الموقع الإلكتروني  |
| -- | -------------------------------------------- | --------------- | ------- | ---------------------------------------- | ----------- | ------------------ |
| 1  | جامعة الملك سعود                             | الرياض          | 1377هـ  | الدكتور عبد الله بن سلمان السلمان (مكلف) | حكومي       | ksu.edu.sa         |
| 2  | الجامعة الإسلامية                            | المدينة المنورة | 1381هـ  | الدكتور صالح بن علي العقلا               | حكومي       | iu.edu.sa          |
| 3  | جامعة الملك فهد للبترول والمعادن             | الظهران         | 1383هـ  | الدكتور محمد محسن السقاف                 | حكومي       | kfupm.edu.sa       |
| 4  | جامعة الملك عبد العزيز                       | جدة             | 1387هـ  | الدكتور طريف بن يوسف الأعمى              | حكومي       | kau.edu.sa         |
| 5  | جامعة الإمام محمد بن سعود الإسلامية          | الرياض          | 1394هـ  | الدكتور أحمد بن سالم العامري             | حكومي       | imamu.edu.sa       |
| 6  | جامعة الملك فيصل                             | الاحساء         | 1395هـ  | الدكتور محمد بن عبد العزيز العوهلي       | حكومي       | kfu.edu.sa         |
| 7  | جامعة أم القرى                               | مكة المكرمة     | 1369هـ  | الدكتور معدي بن محمد آل مذهب             | حكومي       | uqu.edu.sa         |
| 8  | جامعة الملك خالد                             | أبها            | 1419هـ  | الدكتور فالح بن رجاء الله السلمي         | حكومي       | kku.edu.sa         |
| 9  | جامعة الأمير سلطان                           | الرياض          | 1421هـ  | الدكتور أحمد بن صالح اليماني             | أهلي        | psu.edu.sa         |
| 10 | الجامعة العربية المفتوحة                     | الرياض          | 1421هـ  | الدكتور علي بن محمد الشهراني             | أهلي        | arabou.org.sa      |
| 11 | جامعة اليمامة                                | الرياض          | 1423هـ  | الدكتور حسام محمد رمضان                  | أهلي        | alyamamah.edu.sa   |
| 12 | جامعة القصيم                                 | بريدة           | 1424هـ  | الدكتور محمد بن فهد الشارخ               | حكومي       | qu.edu.sa          |
| 13 | جامعة طيبة                                   | المدينة المنورة | 1424هـ  | الدكتورة نوال الرشيد                     | حكومي       | taibahu.edu.sa     |
| 14 | جامعة الطائف                                 | الطائف          | 1424هـ  | الدكتوريوسف عبده عسيري                   | حكومي       | tu.edu.sa          |
| 15 | جامعة الملك سعود بن عبد العزيز للعلوم الصحية | الرياض          | 1425هـ  | الدكتور بندر بن عبد المحسن القناوي       | حكومي       | ksau-hs.edu.sa     |
| 16 | جامعة الباحة                                 | الباحة          | 1425هـ  | الدكتور عبد العزيز بن يحيى الغامدي       | حكومي       | bu.edu.sa          |
| 17 | جامعة حائل                                   | حائل            | 1426هـ  | الدكتورراشد بن مسلط الشريف               | حكومي       | uoh.edu.sa         |
| 18 | جامعة الجوف                                  | الجوف           | 1426هـ  | الدكتورمحمد بن عبد الله الشايع           | حكومي       | ju.edu.sa          |
| 19 | جامعة جازان                                  | جازان           | 1426هـ  | الدكتور محمد حسن أبو راسين               | حكومي       | jazanu.edu.sa      |
| 20 | جامعة نجران                                  | نجران           | 1427هـ  | الدكتور عبد الرحمن بن ابراهيم الخضيري    | حكومي       | nu.edu.sa          |
| 21 | جامعة تبوك                                   | تبوك            | 1427هـ  | الدكتور عبد الله بن مفرح الذيابي         | حكومي       | ut.edu.sa          |
| 22 | جامعة الأميرة نورة بنت عبد الرحمن            | الرياض          | 1427هـ  | الدكتورة إيناس بنت سليمان العيسى         | حكومي       | rug.edu.sa         |
| 23 | جامعة الملك عبد الله للعلوم والتقنية         | ثول             | 1428هـ  | الدكتور توني تشان                        | اهلي        | kaust.edu.sa       |
| 24 | جامعة الفيصل                                 | الرياض          | 1428هـ  | الدكتور محمد بن علي آل هيازع             | أهلي        | kff.com            |
| 25 | جامعة الحدود الشمالية                        | عرعر            | 1429هـ  | الدكتور محمد بن يحيى الشهري              | حكومي       | nbu.edu.sa         |
| 26 | جامعة الأمير محمد بن فهد                     | الخبر           | 1429هـ  | الدكتور عيسى بن حسن الأنصاري             | أهلي        | pmu.edu.sa         |
| 27 | جامعة الأمير فهد بن سلطان                    | تبوك            | 1429هـ  | الدكتورمحمد بن عبد الله اللحيدان         | أهلي        | arabic.fbsu.edu.sa |
| 28 | جامعة دار العلوم                             | الرياض          | 1429هـ  | الدكتور خالد بن عبد الرحمن الحمودي       | أهلي        | dau.edu.sa         |
| 29 | جامعة الإمام عبد الرحمن بن فيصل              | الدمام          | 1430هـ  | الدكتور عبد الله بن محمد الربيش          | حكومي       | ud.edu.sa          |
| 30 | جامعة الأمير سطام بن عبد العزيز              | الخرج           | 1430هـ  | الدكتور عبد الرحمن بن هلال الطلحي        | حكومي       | psau.edu.sa        |
| 31 | جامعة شقراء                                  | شقراء           | 1430هـ  | الدكتور علي بن محمد السيف                | حكومي       | su.edu.sa          |
| 32 | جامعة المجمعة                                | المجمعة         | 1430هـ  | الدكتور خالد بن سعد المقرن               | حكومي       | mu.edu.sa          |
| 33 | الجامعة السعودية الالكترونية                 | الرياض          | 1432هـ  | الدكتور محمد بن يحيى بن مرضي الزهراني    | حكومي       | seu.edu.sa         |
| 34 | جامعة جدة                                    | جدة             | 1434هـ  | الدكتور عدنان بن سالم الحميدان           | حكومي       | uj.edu.sa          |
| 35 | جامعة حفر الباطن                             | حفر الباطن      | 1435هـ  | الدكتور خالد بن باني الحربي              | حكومي       | uhb.edu.sa         |

## منصة ادرس في السعودية
أُعلن عن منصة ادرس في السعودية في 23 ربيع الأول 1444هـ الموافق 19 أكتوبر 2022م في معرض التعليم الدولي الثامن عشر المُقام في مركز إكسبو الشارقة بالإمارات، لتوحد إجراءات التقديم والقبول والمعلومات العامة والمعيشية للدراسة في السعودية، وهي واحد من منصتيّ وزارة التعليم للتقديم والدراسة في مؤسسات التعليم العالي السعودية من جامعات وكليات، فمنصة قبول لاستقبال تقديمات الطلاب السعوديين، ومنصة (ادرس في السعودية) للطلاب والباحثين والمتدربين غير السعوديين من المقيمين في السعودية أو الدول الأخرى الراغبين في القدوم للدراسة بمنحة من المنح فيها، وتقدم المنصة آلية وتفاصيل وشروط التقدم للمنحة الدراسية والتأشيرة التعليمية والمزايا لكل منها بعشر لغات عالمية، وهي العربية، والإنجليزية، والفرنسية، والتركية، والألمانية، والهندية، والصينية، والهوسية، والملايوية، والأوردو، وللتقديم فيها شروط مفروضة، وهي:
- أن يبلغ المتقدم (16) عاماً فأكثر.
- تقديم جواز سفر ساري المفعول.
- تقديم تقرير طبي يبين السلامة من الأمراض المعدية.
- تصديق الشهادات والأوراق الثبوتية من قبل الجهات التي تحددها المؤسسة التعليمية.

### المنح الدراسية
تعرّف المنحة الدراسية بأنها هي المقعد الدراسي الذي يحصل عليه الطالب الذكر أو الأنثى من غير السعوديين للدراسة في مؤسسات التعليم العالي في المملكة العربية السعودية، ولا يمكن للشخص أن يقدّم للمنحة الدراسية بنفس الدرجة العلمية مرتين، ولها ثلاثة أنواع وهي:
| المنحة           | الوصف | معايير الحصول عليها | المزايا |
| ---------------- | --- | --- | --- |
| المنح الكاملة    | الدراسة بمنح كاملة مدفوعة التكاليف بتأشيرة تعليمية طويلة المدى للدراسة في مختلف التخصصات، وتشمل المنح الكاملة تغطية تكاليف الدراسة متضمنة جميع الخدمات المقدمة من قبل الجامعة أو المؤسسة التعليمية. بالإضافة إلى ذلك، يتم تقديم مساعدة مالية للطلاب الدوليين. | التفوق الأكاديمي والكفاءة والموهبة في المجالات المختلفة، حيث يجب على الطلاب المهتمين تقديم طلبات للحصول على هذه المنح و إرفاق الوثائق المطلوبة مثل الشهادات الأكاديمية والتوصيات الأكاديمية. | - الرعاية الصحية له ولأفراد أسرته في حال استقدامهم للإقامة معه، إذا تطلبت الأنظمة ذلك. - مكافأة مالية عند القدوم. - السكن - المزايا التي يتمتع بها نظرائه من طلاب المؤسسة التعليمية. - تذاكر سفر سنوية مع مراعاة التنظيمات التي تراعي وتنظم ذلك. |
| المنح الجزئية    | الدراسة برسوم جزئية بتأشيرة تعليمية طويلة وقصيرة المدى، يحصل فيها الطالب على كامل المزايا مع إعفاء من بعض الرسوم المالية. | | - الرعاية الصحية له ولأفراد أسرته في حال استقدامهم للإقامة معه، إذا تطلبت الأنظمة ذلك. - مكافأة مالية عند القدوم. - السكن - المزايا التي يتمتع بها نظرائه من طلاب المؤسسة التعليمية. - تذاكر سفر سنوية مع مراعاة التنظيمات التي تراعي وتنظم ذلك. |
| الدراسة المدفوعة | الدراسة مدفوعة التكاليف بتأشيرة تعليمية طويلة وقصيرة المدى. | تقديم طلب وإرفاق الوثائق المطلوبة مثل الشهادات الأكاديمية والتوصيات الأكاديمية. | - الرعاية الصحية له ولأفراد أسرته في حال استقدامهم للإقامة معه، إذا تطلبت الأنظمة ذلك. - مكافأة مالية عند القدوم. - السكن - المزايا التي يتمتع بها نظرائه من طلاب المؤسسة التعليمية. - تذاكر سفر سنوية مع مراعاة التنظيمات التي تراعي وتنظم ذلك. |

### التأشيرة التعليمية
تشمل خدمات المنصة التقديم على التأشيرة التعليمية طويلة المدى أو قصيرة المدى تصل إلى عام دراسي، تسمح بالطلاب المقيمين خارج المملكة بالدخول إلى الأراضي السعودية ومتابعة الطلب بالتكامل بين وزارة التعليم ووزارة الخارجية والقطاعات ذات العلاقة، وهي نوع من التأشيرات المخصصة للطلاب والباحثين الأجانب من خارج المملكة الراغبين في الدراسة أو البحث العلمي فيها، ولها مزايا وكذلك غرض وشروط للحصول عليها.
تختلف التأشيرة التعليمية عن غيرها من التأشيرات بأنها:
- تسهل إجراءات الالتحاق بالدراسة في المملكة.
- لا تتطلب وجود كفيل للطالب عند قدومه.
- السماح لاستقدام التابعين.
- إتاحة التدريب العملي للطالب لمدة سنتين بعد التخرج.
- السماح بالعمل الجزئي أثناء الدراسة والعمل الكامل في الإجازات.
- منح عائلة الطالب القدوم بتأشيرة زائر وإمكانية عمل أفراد عائلته.

|                   | التأشيرة التعليمية طويلة المدى | التأشيرة التعليمية قصيرة المدى |
| ----------------- | --- | --- |
| الغرض منها        | غرضها الدراسة أو العمل أو إجراء الأبحاث في المملكة العربية السعودية لمدة تزيد عن سنة مناسبة لدرجات التعليمة مثل البكالوريوس، الماجستير، والدكتوراه. | غرضها الدراسة أو التدريب أو المشاركة في البرامج القصيرة المدى في المملكة العربية السعودية لمدة لا تزيد عن ستة أشهر مناسبة لدراسة اللغة، والمشاركة في البرامج قصيرة المدى، وبرامج التبادل الطلابي. |
| الشروط لاستخراجها | - أن يبلغ المتقدم (16) عاماً فأكثر - تقديم جواز سفر ساري المفعول على أن لا تقل مدة سريانه عن 6أشهر من التاريخ المستهدف لدخول المملكة. - الحصول على قبول من مؤسسة تعليم مرخصة ومعتمدة في المملكة. - إثبات القدرة المالية على تغطية رسوم الدراسة والمعيشة أو تقديم ضمان مالي. - الموافقة الخطية للوصي و مرافقيه لحامل التأشيرة، للأشخاص الذين تقل أعمارهم عن (18) عاماً. - تقديم تقرير طبي يبين السلامة من الأمراض المعدية - تقديم وثيقة التأمين الطبي لحامل التأشيرة و مرافقيه - إثبات إجادته للتحدث بلغة الدراسة و يستثنى من ذلك الراغبين بدراسة اللغة العربية | - أن يبلغ المتقدم (16) عاماً فأكثر - تقديم جواز سفر ساري المفعول على أن لا تقل مدة سريانه عن 6أشهر من التاريخ المستهدف لدخول المملكة. - الحصول على قبول من مؤسسة تعليم مرخصة ومعتمدة في المملكة. - إثبات القدرة المالية على تغطية رسوم الدراسة والمعيشة أو تقديم ضمان مالي. - الموافقة الخطية للوصي و مرافقيه لحامل التأشيرة، للأشخاص الذين تقل أعمارهم عن (18)عاماً. |
| المدة             | سنة، قابلة للتمديد سنويًا. | ستة أشهر، قابلة للتمديد لمدة 6 أشهر إضافية. |

### آلية التقديم
للتقديم تواريخ محددة تختلف حسب الدرجة العلمية المتقدَّم لها ومكان التقديم إذا كان من داخل السعودية أو من خارجها، بعد التقديم يمر الطلب بالجامعة المرغوبة من قبل الطالب، وبعد الموافقة عليه من الجامعة، يُعالج الطلب من قبل وزارة التعليم.
وللتقديم آلية ثابتة مُتّبعة:
1. إنشاء حساب على المنصة
2. اختيار البرنامج المناسب
3. استلام خطاب القبول
4. طلب التأشيرة التعليمية
5. الوصول للمملكة
6. الاستقبال بالمطار
7. بالتنسيق مع الجامعة حضور البرنامج التعريفي للطلاب الدوليين استلام الجدول الدراسي البدء بالدراسة